# 경락첩
경락첩(鏡洛帖)은 대한민국 강원특별자치도 강릉시 오죽헌에 있는 조선시대의 경락첩이다. 2015년 3월 6일 강원특별자치도의 문화재자료 제165호로 지정되었다.

## 개요
강릉 경포와 양양 낙산에 거주하는 사족들의 모임이다. 계의 명칭도 경포와 낙산의 첫 글자를 취하여 경락계로 하였다. 1750년 결성되어 시작되었으며, 초기에는 음력 7월 경포, 음력 10월 낙산에서 연회모임을 가졌다. 이 모임은 지금까지도 지속되고 있으며 음력 3월 187일 양양, 음력 7월 18일 강릉에서 모임이 있으며 호원은 모두 70여명이다. 이 계첩은 1720년 처음 작성돤 것이고 이후의 것은 6.25때 소실되고 남아 있지 않다. 1960년 대 이후부터 다시 작성하기 시작한 조문첩(弔問帖), 도기(到記), 원부(原簿), 회의록 등을 회원이 따로 보관하고 있다.

## 지정 사유
1750년 강릉 경포와 양양 낙산 선비들이 함께 계를 창립하고, 모임을 한 내용을 기록해 놓은 계첩이다. 강릉ㆍ양양 지역 간에 모임이 이루어진 점과 현재까지 모임이 이어지고 있다는 특징이 있으며, 강원도에서 계문화가 가장 활발했던 영동지역 계문화의 전형을 보여주는 자료로서 중요한 가치를 지니고 있다는 점에서 지정 보존가치가 있다.

## 참고 자료
- 경락첩 - 국가유산청 국가유산포털